# Сиани, Микаэль
Микаэль Сиани (фр. Mickaël Ciani; 6 апреля 1984, Клиши-су-Буа) — французский футболист, центральный защитник.

## Карьера
Микаэль Сиани родился в городе Клиши-су-Буа, но когда он ещё был маленьким, его семья переехала в Коломб. Там он и начал футбольную карьеру, выступая за любительский клуб «Коломбьенн». Оттуда защитник перешёл в «Расинг», где в возрасте 16 лет дебютировал в Лиге 3. Этот матч остался единственным, проведённым Сиани в «Расинге». В 2003 году он перешёл в бельгийский клуб «Шарлеруа» за 45 тыс. евро. За эту команду футболист провёл 18 матчей и забил 1 гол. Оттуда Микаэль вернулся на родину, став игроком клуба «Осер». В первом сезоне за эту команду защитник не допускался к основному составу и выступал за резерв клуба. Чтобы получить игровую практику, Сиани был арендован клубом Лиги 2, «Седан». В этой команде, впервые в карьере, Микаэль стал игроком стартового состава. Он провёл за поле 37 матчей и забил 3 гола, поразив ворота «Гренобля», «Шатору» и «Истра». С помощью Сиани, «Седан» занял второе место в своём дивизионе и вышел в Лигу 1.

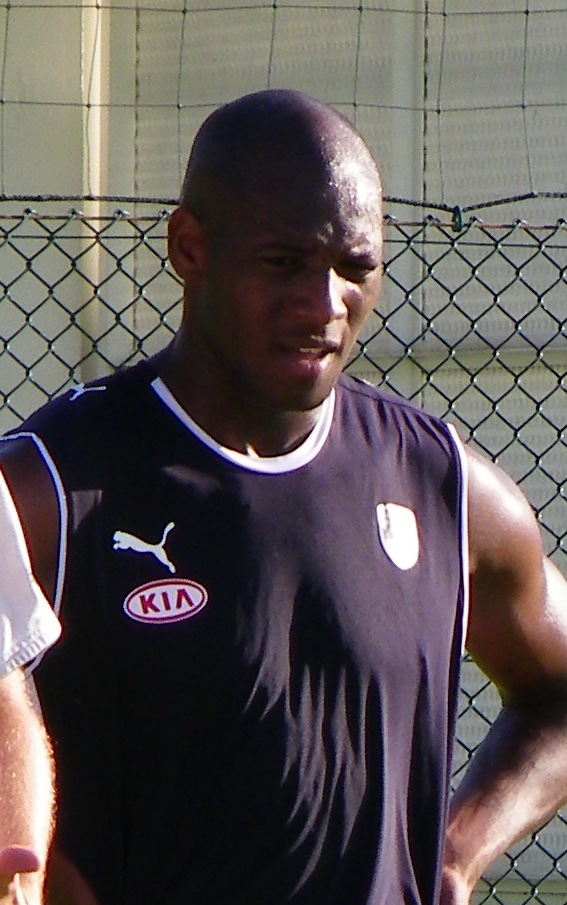
Сиани в составе «Бордо»

В 2006 году Сиани был арендован клубом «Лорьян». В первом сезоне в этом клубе футболист провёл 33 матча и забил 1 гол, поразив ворота «Лиона» в проигранном со счётом 1:3 матче. Летом 2007 года «Лорьян» принял решение выкупить контракт Микаэля за 700 тыс. евро; договор с футболистом был подписан на 4 года. В последующие два года Сиани являлся твёрдым игроком основы «Лорьяна» проведя в общей сложности 65 матчей и забил 4 гола.
28 июня 2009 года Сиани был куплен клубом «Бордо», заплатившим за трансфер защитника 4 млн евро. Футболист был куплен как замена Сулейману Дьявара, перешедшему в «Марсель». 23 августа он дебютировал в составе команды в матче с «Ниццей», в котором его команда победила 4:0. Осенью, в матчах группового турнира Лиги чемпионов Сиани забил два гола, поразив ворота «Баварии» и «Маккаби» из Хайфы. Во многом благодаря уверенной игре Микаэля Бордо занял в группе первое место, пропустив только 2 мяча, заняв по показателю пропущенных мячей первое место среди всех восьми лигочемпионских групп. В 1/8 финала Сиани вновь забил, на этот раз в ворота «Олимпиакоса», принеся своей команде победу. Всего в первом сезоне Микаэль провёл на поле 44 матча и забил 5 голов. В следующем сезоне в клуб пришёл новый главный тренер, Жан Тигана, который изменил схему игры команды. Однако на позициях Сиани в команде это не отразилось: он составлял центр обороны «Бордо» вместе с Людовиком Сане, а Энрике выходил на замену. В сезоне 2011/12 клуб возглавил Франсис Жийо. Под его руководством команда заняла 5 место. Сиани провёл 35 матчей и забил 2 гола. По окончании сезона у Микаэля появились предложения от других команд, в частности от «Бетиса», «Лилля», «Марсель», «Рома» и «Сампдория».
25 августа 2012 года Сиани, за сумму от 3,5 до 4 млн евро, был куплен римским «Лацио». Контракт был подписан на 4 года. 2 сентября он впервые попал в заявку команды в матче с «Палермо», в котором его команда победила 3:0, однако на поле не вышел.
18 июля 2015 года Сиани подписал контракт с лиссабонским «Спортингом» на два сезона.
В августе 2015 года Сиани перешёл в барселонский «Эспаньол», подписав контракт на два сезона с опцией продления на третий. 31 августа 2016 года контракт Сиани с «Эспаньолом» был расторгнут по взаимному согласию сторон.
8 сентября 2016 года Сиани вернулся в «Лорьян», подписав контракт до конца сезона.
2 сентября 2017 года Сиани подписал контракт с клубом MLS «Лос-Анджелес Гэлакси». В североамериканской лиге дебютировал 16 сентября в матче против «Торонто». 22 октября в матче заключительного тура регулярного чемпионата сезона 2017 против «Далласа» забил свой первый гол в MLS. По окончании сезона 2018 «Лос-Анджелес Гэлакси» не стал продлевать контракт с Сиани.
20 октября 2019 года Микаэль Сиани объявил о завершении футбольной карьеры.

## Международная карьера
В молодёжной сборной Франции Сиани дебютировал 30 марта 2004 года в матче с командой Нидерландов, который завершился вничью 1:1. Спустя два месяца он участвовал в турнире Тулоне, в котором его команда одержала победу.
3 марта 2010 года Сиани дебютировал в составе первой сборной в товарищеском матче с Испанией, в котором его команда проиграла 0:2, а сам футболист вышел в стартовом составе вместе с Жюльеном Эскюде.

## Достижения
- Победитель турнира в Тулоне: 2004
- Обладатель Кубка Франции: 2005
- Обладатель Кубка Италии: 2013